# Tony Mowbray
Anthony Mark "Tony" Mowbray (Saltburn-by-the-Sea, 22 de Novembro de 1963) é um treinador de futebol inglês e ex-jogador. Atualmente técnico do Sunderland. Mowbray jogou pelo Middlesbrough, Celtic e Ipswich Town como zagueiro.
Ele começou sua carreira de técnico no Ipswich Town, como técnico interino. Após alguns anos, ele foi chamado para ser técnico do Hibernian, onde ganhou o prêmio de técnico do ano. Em 2006 foi para o West Bromwich Albion, onde ganhou a Football League Championship em 2008, sendo rebaixado da Premier League no ano seguinte.